# Seznam dílů seriálu Zámek a klíč
Toto je seznam dílů seriálu Zámek a klíč. Americký superhrdinský televizní seriál Zámek a klíč natočený podle stejnojmenného komiksu měl premiéru 7. února 2020 na Netflixu.

## Přehled řad
| Řada | Díly | Premiéra na Netflixu |                |
| ---- | ---- | -------------------- | -------------- |
| 1    | 10   | 7. února 2020        | 7. února 2020  |
| 2    | 10   | 22. října 2021       | 22. října 2021 |
| 3    | 8    | 10. srpna 2022       | 10. srpna 2022 |

## Seznam dílů

### První řada (2020)
| Č. v seriálu | Č. v řadě | Původní název           | Český název               | Režie                | Scénář                          | Premiéra na Netflixu |
| ------------ | --------- | ----------------------- | ------------------------- | -------------------- | ------------------------------- | -------------------- |
| 1            | 1         | Welcome to Matheson     | Vítejte v Mathesonu       | Michael Morris       | Joe Hill a Aron Eli Coleite     | 7. února 2020        |
| 2            | 2         | Trapper / Keeper        | Léčka                     | Michael Morris       | Liz Phang                       | 7. února 2020        |
| 3            | 3         | Head Games              | Hrátky v hlavě            | Tim Southam          | Meredith Averill                | 7. února 2020        |
| 4            | 4         | The Keepers of the Keys | Pánové klíčů              | Tim Southam          | Mackenzie Dohr                  | 7. února 2020        |
| 5            | 5         | Family Tree             | Rodokmen                  | Mark Tonderai-Hodges | Andres Fischer-Centeno          | 7. února 2020        |
| 6            | 6         | The Black Door          | Černé dveře               | Mark Tonderai-Hodges | Brett Treacy a Dan Woodward     | 7. února 2020        |
| 7            | 7         | Dissection              | Pitva                     | Dawn Wilkinson       | Michael D. Fuller               | 7. února 2020        |
| 8            | 8         | Ray of F**king Sunshine | Kousek zas**ného sluníčka | Dawn Wilkinson       | Vanessa Rojas                   | 7. února 2020        |
| 9            | 9         | Echoes                  | Ozvěny                    | Vincenzo Natali      | Meredith Averill a Liz Phang    | 7. února 2020        |
| 10           | 10        | Crown of Shadows        | Koruna stínů              | Vincenzo Natali      | Carlton Cuse a Meredith Averill | 7. února 2020        |

### Druhá řada (2021)
| Č. v seriálu | Č. v řadě | Původní název          | Český název               | Režie             | Scénář                          | Premiéra na Netflixu |
| ------------ | --------- | ---------------------- | ------------------------- | ----------------- | ------------------------------- | -------------------- |
| 11           | 1         | The Premiere           | Premiéra                  | Mark Tonderai     | Meredith Averill a Carlton Cuse | 22. října 2021       |
| 12           | 2         | The Head and the Heart | Hlava a srdce             | Mark Tonderai     | Liz Phang                       | 22. října 2021       |
| 13           | 3         | Small World            | Malý svět                 | Mairzee Almas     | Mackenzie Dohr                  | 22. října 2021       |
| 14           | 4         | Forget Me Not          | Nezapomeň na mě           | Mairzee Almas     | Vanessa Rojas                   | 22. října 2021       |
| 15           | 5         | Past is Prologue       | Minulost je předehra      | Carlton Cuse      | Meredith Averill                | 22. října 2021       |
| 16           | 6         | The Maze               | Bludiště                  | Mairzee Almas     | Kimi Howl Lee                   | 22. října 2021       |
| 17           | 7         | Best Laid Plans        | Dokonale promyšlené plány | Millicent Shelton | Michael D. Fuller               | 22. října 2021       |
| 18           | 8         | Irons in the Fire      | Želízka v ohni            | Millicent Shelton | Jordan Riggs                    | 22. října 2021       |
| 19           | 9         | Alpha & Omega          | Alpha a omega             | Mark Tonderai     | Meredith Averill a Liz Phang    | 22. října 2021       |
| 20           | 10        | Cliffhanger            | Drama až do konce         | Mark Tonderai     | Carlton Cuse a Meredith Averill | 22. října 2021       |

### Třetí řada (2022)
| Č. v seriálu | Č. v řadě | Původní název     | Český název     | Režie         | Scénář                          | Premiéra na Netflixu |
| ------------ | --------- | ----------------- | --------------- | ------------- | ------------------------------- | -------------------- |
| 21           | 1         | The Snow Globe    | Sněžítko        | Guy Ferland   | Liz Phang                       | 10. srpna 2022       |
| 22           | 2         | Wedding Crashers  | Nezvaní         | Guy Ferland   | Michael D. Fuller               | 10. srpna 2022       |
| 23           | 3         | Five Minutes Past | Pět minut       | Ed Ornelas    | Vanessa Rojas                   | 10. srpna 2022       |
| 24           | 4         | Deep Cover        | Dobrá schovka   | Ed Ornelas    | Mackenzie Dohr                  | 10. srpna 2022       |
| 25           | 5         | Siege             | Obležení        | Marisol Adler | Meredith Averill                | 10. srpna 2022       |
| 26           | 6         | Free Bird         | Volný jako pták | Marisol Adler | Jordan Riggs                    | 10. srpna 2022       |
| 27           | 7         | Curtain           | Opona           | Jeremy Webb   | Carlton Cuse a Joe Hill         | 10. srpna 2022       |
| 28           | 8         | Farewell          | Loučení         | Jeremy Webb   | Meredith Averill a Carlton Cuse | 10. srpna 2022       |